# 小行星7716
小行星7716（7716 Ube）是一颗围绕太阳公转的小行星。1996年2月22日，中村彰正在久万高原町发现了此天体。
該小行星以日本山口縣的宇部市命名。
这颗小行星的绝对星等为186.57869等。